# Doyayo
Die Sprache Dowayo (auch Doyayo genannt) ist eine Adamaua-Sprache und ist ein Mitglied der Duru-Sprachgruppe innerhalb der Savannensprachen.
Das Doyayo wird von insgesamt 18.000 Personen gesprochen.